# Bartholomäus von Stürmer

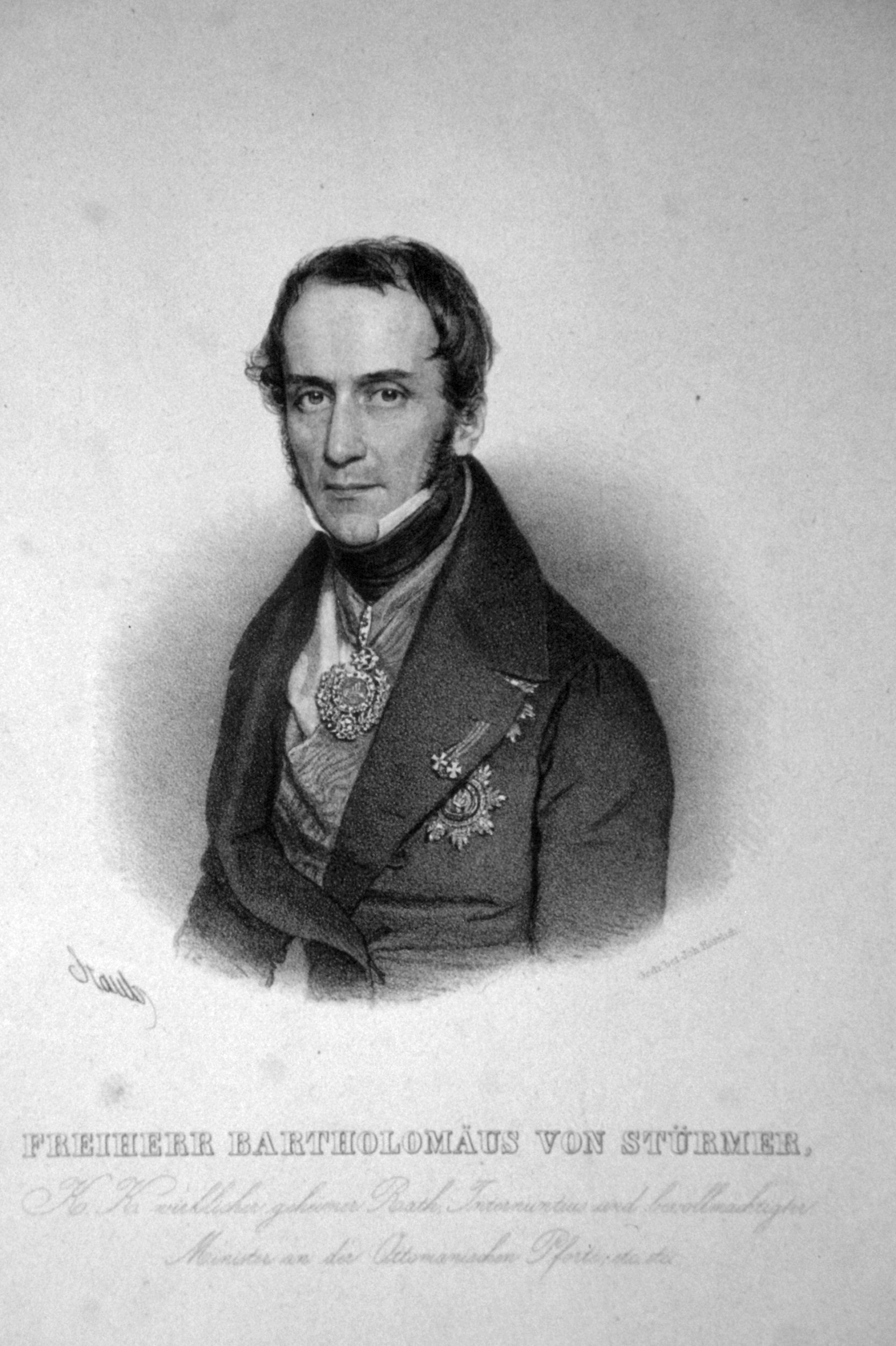
Freiherr Bartholomäus von Stürmer, Lithographie von Andreas Staub um 1835

Bartholomäus Graf von Stürmer, bis 1842 Freiherr von Stürmer, (* 26. Dezember 1787 in Konstantinopel, Osmanisches Reich; † 8. Juli 1863 in Venedig) war ein österreichischer Diplomat und Staatsmann.

## Leben
Bartholomäus war ein Sohn des österreichischen Diplomaten Ignaz Lorenz Freiherr von Stürmer. Er wurde bei den Jesuiten erzogen und absolvierte die k.k. Akademie für Orientalische Sprachen. 1804 war Stürmer der älteste Zögling der Akademie und hielt am 7. Februar desselben Jahres anlässlich des 50-jährigen Jubiläums der Institution in der schuleigenen Kirche eine Festrede in Gegenwart des kaiserlichen Oberstkämmerers Graf Colloredo und anderer hoher Würdenträger.
1811 kam Stürmer als Legationscommis nach Russland zum Stab des dortigen österreichischen Gesandten FML. Johann Josef Graf v. Saint-Julien. Danach wechselte er als wirklicher Legationssekretär in den Dienst von Fürst Schwarzenberg und begleitete ihn für die Jahre 1812 und 1813 nach Galizien. In dieser Funktion war Stürmer ebenfalls am Kongress von Châtillon 1814 anwesend, jedoch ausdrücklich in keiner diplomatischen Funktion, sondern als Sekretär für Schwarzenberg für dessen Korrespondenz mit den Ministern und Generälen der anderen alliierten Höfe. Im Mai 1815 erfolgte die Verleihung des silbernen Zivilehrenkreuzes. Nach Napoleons endgültiger Niederlage bei Waterloo und dem Frieden von Paris wurde Stürmer zum Legationssekretär in Florenz ernannt, jedoch schon bald wieder abberufen. Zwischenzeitlich heiratete er am 19. August 1815 Ermance Katharina, Freiin von Boutet (geb. 25. Februar 1797), eine Tochter eines Beamten aus dem französischen Kriegsministerium. Die Ehe blieb kinderlos.
Gemäß des dritten Artikels der am 2. August 1815 in Paris geschlossenen Konvention, dernach die europäischen Großmächte Österreich, Preußen und Russland bezüglich Napoleon Bonapartes Beaufsichtigung das Recht hatten Kommissäre zu entsenden, "welche sich nach dem von Seiner grossbritannischen Majestät bestimmten Aufenthaltsort Napoleon Bonaparte's zu begeben, dort zu verweilen und sich von seiner Anwesenheit zu überzeugen haben, ohne jedoch für seine Bewachung verantwortlich zu sein" fiel Fürst Metterchnichs Wahl als Kommissär für Österreich auf Stürmer, welchen er in einem schriftlichen Vortrag vom 24. August 1815 bei Kaiser Franz vorschlug, welcher einen Tag später Allerhöchst genehmigt wurde, womit Stürmers Ernennung zum österreichischen Kommissär auf den 25. August 1815 fiel. Laut seinen Instruktionen sollte Stürmers Dienst auf St. Helena nur auf zwei Jahre beschränkt sein, dabei die An- und Abreise nicht gerechnet. Stürmers Aufgabe war es sich stets zu vergewissern, dass sich Napoleon noch immer auf der Insel aufhalte ohne jedoch für dessen Bewachung verantwortlich zu sein. Sollte ihm auffallen, dass Bonaparte abgängig sei, sollte schleunigste Meldung an den britischen Gouverneur Sir Hudson Lowe gemacht werden. Dabei war ihm der direkte Kontakt mit Napoleon oder dessen Gefolge jedoch zu jeder Zeit strengstens untersagt. Außerdem sollte Stürmer regelmäßig Berichte über die Lebensumstände und den Gesundheitszustand von Napoleon nach Wien schicken. Zusammen mit dem preußischen und dem russischen Kommissär landete Stürmer am 17. Juni 1816 auf St. Helena und sollte bis 1818 bleiben. Die Anwesenheit der Kommissäre widerstrebte Großbritannien das Napoleon als seinen eigenen Gefangenen betrachtete, dementsprechend gab es größere und kleinere Auseinandersetzungen zwischen den beiden Parteien, unter anderem gröbere Diskrepanzen zwischen Baron Stürmer und Sir Hudson Lowe, was in Wien jedoch missbilligt und in Depeschen Metternichs an Stürmer entsprechend gerügt wurde. Als aus Stürmers regelmäßigen Bulletins ersichtlich wurde, dass sich Napoleons Gesundheitszustand kontinuierlich verschlechterte und Metternich der Peinlichkeit entgehen wollte einen offiziellen Vertreter Österreichs an den Beerdigungsfeierlichkeiten teilnehmen lassen zu müssen, reichte er bei Kaiser Franz am 13. Oktober 1817 ein Ansuchen ein, das die Abberufung von Stürmer und dessen gleichzeitige Ernennung zum österreichischen Generalkonsul in den Vereinigten Staaten beinhaltete, welches am 13. November durch Franz I. genehmigt wurde. Stürmer selbst erhielt seine Abberufung am 29. November 1817. Von 1818 bis 1820 war Stürmer Generalkonsul in den Vereinigten Staaten.
Von 1834 bis 1850 war er als Internuntius in Konstantinopel tätig; bis zu diesem Zeitpunkt hatte er sich als diplomatischer Vermittler in Missionen in ganz Europa- und Amerika wie als Mitbegründer der österreichischen Dampfschifffahrt nach dem Orient einen ausgezeichneten Namen gemacht.
Im Alter lebte Stürmer mit seiner Ehefrau in Venedig. Am 28. Juni 1863 starb Ermance Katharina, nur kurze Zeit später am 8. Juli 1863 folgte ihr Stürmer selbst im Tode nach. Mit dem Tod von Bartholomäus, Graf von Stürmer, starb das Adelsgeschlecht derer von Stürmer aus.

## Auszeichnungen
Mit Datum vom 15. November 1835 verlieh ihm König Ludwig I. von Bayern das Großkreuz des Verdienstordens der Bayerischen Krone. Am 7. Februar 1838 wurde Stürmer durch Kaiser Ferdinand die Würde eines k. k. Geheimen Rats verliehen. Am 7. Juli 1841 erhielt er das Kommandeurkreuz des königlich ungarischen Sankt-Stephans-Ordens. Am 9. November 1842 folgte die Erhebung in den Grafenstand.

## Werke
- Rede bey der Feyer des fünfzigsten Jahres von der Stiftung der k.k. Academie der morgenländischen Sprachen. Gehalten den 1. Januar 1804. Kurtzbek'sche Schriften, Wien 1804.
- Die Berichte des Kais. Kön. Commissärs Bartholomäus Freiherrn von Stürmer aus St. Helena zur Zeit der dortigen Internierung Napoleon Bonaparte's 1816-1818. Gerold, Wien 1886., Digitalisat